# Storczyk drobnokwiatowy

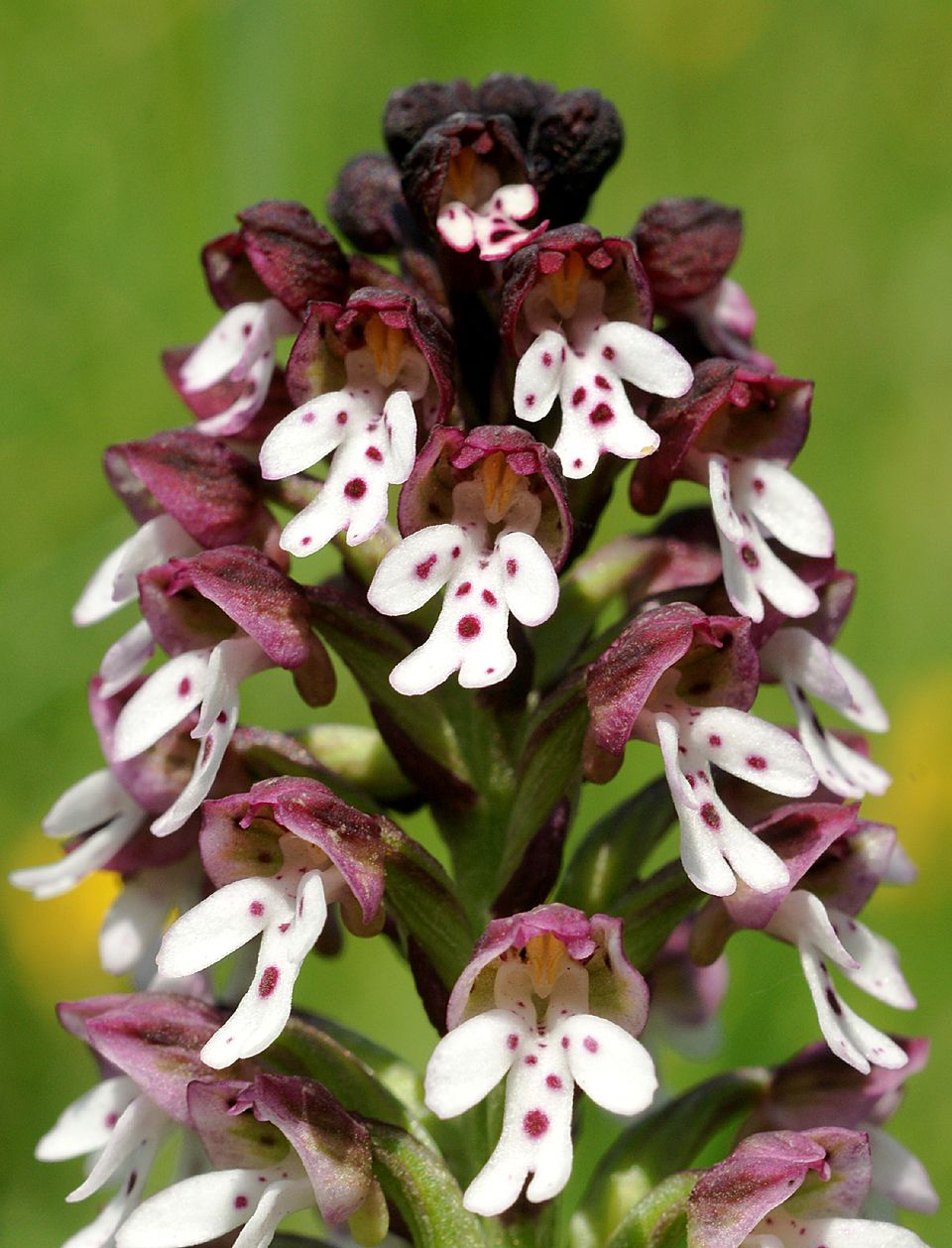
Kwiatostan

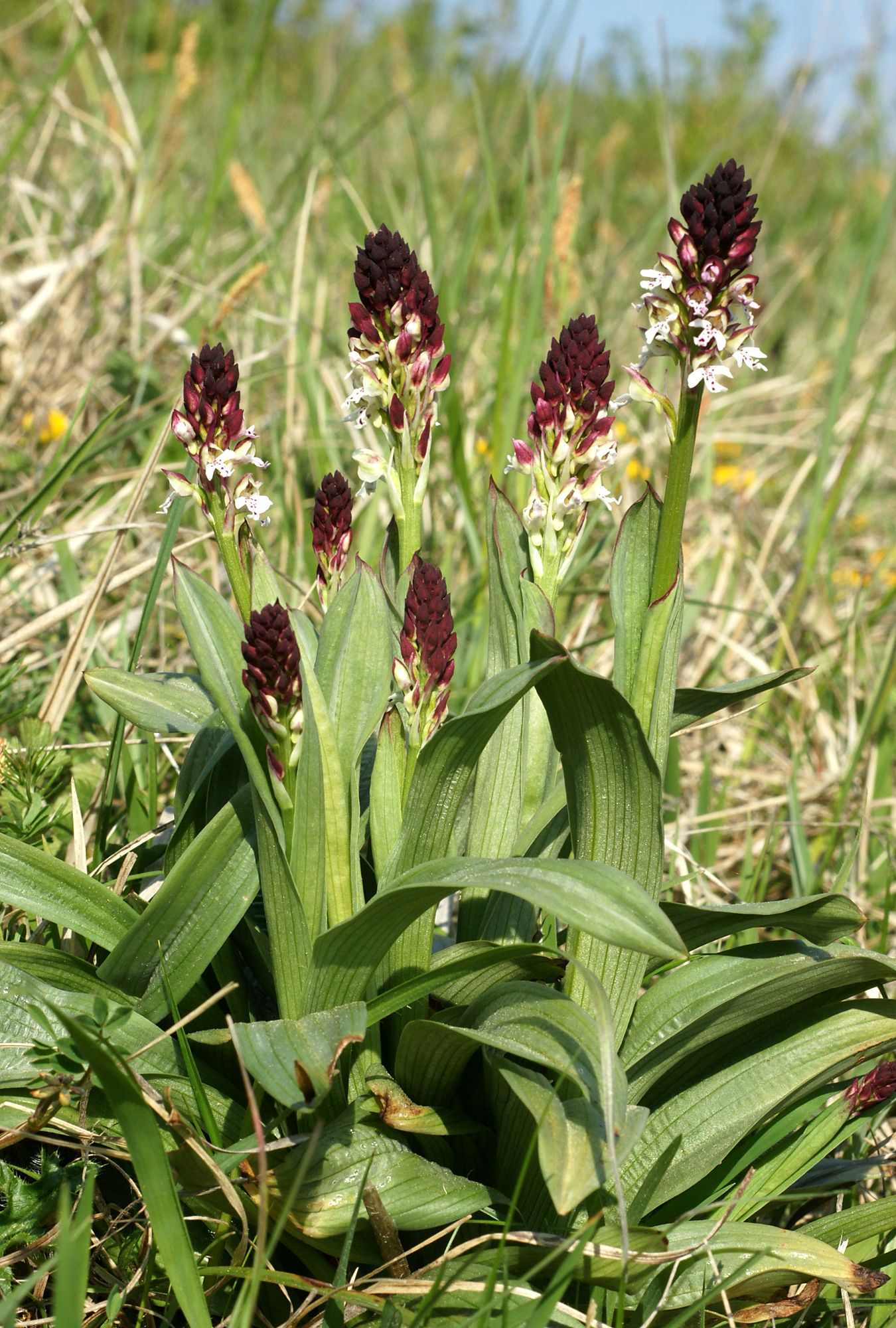
Pokrój

Storczyk drobnokwiatowy, storczyk drobnokwiatowy typowy (Neotinea ustulata (L.) R.M.Bateman, Pridgeon & M.W.Chase) – gatunek rośliny należący do rodziny storczykowatych (Orchidaceae). W wykazie gatunków flory Polski opisany jako Orchis ustulata L. Po odkryciu polifiletycznego charakteru rodzaju Orchis gatunek ten włączony został do rodzaju Neotinea.

## Rozmieszczenie geograficzne
Główny ośrodek występowania znajduje się w Europie Środkowej. Zwarty zasięg występowania ciągnie się od Anglii po Ural oraz obejmuje przylegające do niego obszary Kaukazu i Syberii. W Polsce jest rzadki. Podany został z około 130 stanowisk znajdujących się głównie w Wielkopolsce, nad dolną Wisłą, na Mazowszu, Dolnym Śląsku, Wyżynie Małopolskiej i Lubelskiej, w Sudetach i Karpatach. Większość z tych stanowisk już nie istnieje. W Karpatach potwierdzono występowanie na następujących stanowiskach: u podnóża Małej Czantorii w Cisownicy (znaleziony w 2007), w Tatrach (Wąwóz Kraków, Hruby Regiel, Suchy Wierch, Żleb pod Czerwienicą), na pograniczu miejscowości Szaflary i Biały Dunajec, na Pogórzu Spiskim (wzniesienie Na Wierch), w Pieninach (Kurnikówka i Wysoki Wierch). W Sudetach ostał się w Górach Kaczawskich, gdzie jego jedyne znane stanowisko zlokalizowane jest na wzgórzu Widok. W celu ochrony planuje się powołanie użytku ekologicznego (lub rezerwatu) Murawy na Przełęczy Widok.
Stanowisko na wzgórzu Widok w Górach Kaczawskich jest jedynym istniejącym z 39 historycznie notowanych w ciągu ostatnich 150 lat w Sudetach. Jest też jedynym stanowiskiem na całym Śląsku.

## Morfologia
ŁodygaProsta, wzniesiona, pojedyncza, o wysokości 20–40 cm. Pod ziemią 2 kuliste bulwy.
Liście2–4 liście tworzą różyczkę liściową, Są jajowatolancetowate, niebieskozielone. Na łodydze występuje tylko 1–2 liście. Wszystkie pochwiasto obejmują łodygę i są bezplamkowe.
KwiatyZ powodu budowy kwiatów gatunek niemożliwy do pomylenia z innymi. Zebrane są w gęsty (szczególnie w górnej części) 10-70-kwiatowy kwiatostan, który początkowo jest stożkowaty, potem walcowaty. Kwiaty drobne, o wszystkich listkach okwiatu stulonych i tworzących zamknięty hełm. Z zewnątrz mają kolor od ciemnoczerwonego do czarnobrązowego, z wewnątrz są zielonkawe i nabiegłe czerwono. Warżka trzyłatkowa, jej środkowa łatka jest wyciągnięta daleko do przodu i rozcięta, łatki boczne o lancetowatym kształcie są odstające i drobno ząbkowane na brzegach. Warżka barwy białawej z drobnymi purpurowymi plamkami. Ostroga ma długość 1,6-2,2 mm, jest stożkowata i wygięta w dół, biaława. Pyłkowiny żółte.

## Biologia i ekologia
RozwójBylina, geofit. Kwitnie od maja do czerwca, a odmiana N. ustulata var. ustulata w lipcu i sierpniu. Rozmnaża się wyłącznie przez nasiona. Gatunek allogamiczny, zapylany przez trzmiele (Bombus) i muchówki z rodzaju Echinomyia. Kwiaty imitują budową i zapachem (pachną miodem) kwiaty roślin nektarodajnych, nie wytwarzają jednak nektaru. Procentowa liczba zawiązanych owoców jest wysoka.
SiedliskoRoślina światłolubna. Rośnie w murawach kserotermicznych i naskalnych (w Tatrach), zwłaszcza na słonecznych zboczach. Zazwyczaj populacje liczą od kilku do kilkudziesięciu osobników. Największa ze znanych w Polsce na Garbie Pińczowskim w 1999 liczyła około 500 osobników. W Polsce najwyżej położone stanowisko znajduje się w Żlebie pod Czerwienicą (ok. 1400 m n.p.m.), poza Polską rośnie do wysokości 2500 m.
GenetykaLiczba chromosomów 2n = 42. Tworzy mieszańce z Orchis lactea i Orchis tridentata. Oprócz typowej formy gatunku opisano podgatunek Neotinea ustulata var. aestivalis (Kümpel) Tali, M.F.Fay & R.M.Bateman.

## Zagrożenia i ochrona
Roślina objęta w Polsce ścisłą ochroną gatunkową. Kategorie zagrożenia:
- Kategoria zagrożenia w Polsce według Czerwonej listy roślin i grzybów Polski (2006)[13]: R (rzadki); w wydaniu z 2016 roku podgatunek ssp. aestivalis (storczyk drobnokwiatowy późny) otrzymał kategorię CR (krytycznie zagrożony), natomiast podgatunek typowy - kategorię EN (zagrożony)[14].
- Kategoria zagrożenia w Polsce według Polskiej czerwonej księgi roślin[15]: EN (zagrożony).

Chroniony jest również Konwencją Waszyngtońską. Głównym zagrożeniem dla gatunku jest zalesianie lub samorzutne zarastanie lasem jego stanowisk, zaorywanie muraw, a w Tatrach także zarastanie stanowisk kosodrzewiną.